# Кардакови
Карда́кови (рос. Кардаковы) — присілок у складі Котельницького району Кіровської області, Росія. Входить до складу Біртяєвського сільського поселення.
Населення становить 252 особи (2010, 246 у 2002).
Національний склад станом на 2002 рік — росіяни 96 %.